# Venceslao
Venceslao és una òpera en tres actes composta per Gaetano Latilla sobre un llibret italià d'Apostolo Zeno. S'estrenà al Teatre de la Santa Creu de Barcelona el 23 de setembre de 1754.